# David de Castro
David de Castro, nome artístico de David Trompowsky (Rio de Janeiro, 3 de dezembro de 1937) é um cantor brasileiro. Foi o grande vencedor do concurso "Voz de Ouro ABC", da TV Record de São Paulo, interpretando a canção "Pierrot", composta por Joubert de Carvalho e Pascoal Carlos Magno. O prêmio lhe rendeu um contrato com a gravadora RGE, onde gravou entre 1961 e 1962, quatro discos.